# ミュージック・リラクゼーション
ミュージック・リラクゼーションは、NHK-FM放送で2007年4月3日から2009年2月28日まで放送されていた音楽番組である。

## 概要
クラシック音楽・イージーリスニング・ニューエイジミュージックなどの音楽を中心に放送。ナレーションは声優の富沢美智恵が担当。
番組の最初と最後にナレーターによるスクリプトを放送し、最後に必ず日本の叙情歌や唱歌などを流したり、週替わりの短歌を朗読する。この趣旨はその後2009年4月から放送を開始された「インストルメンタル・ジャーニー」にも受け継がれている。
流れる楽曲のジャンルは、従来のラジオ第1放送「台風情報」で更新情報が放送されるまでの間に流されていたジャンル（日本のポップスのイージーリスニング風アレンジ）がそのまま使用されていた。

## 放送時間
| 期間                         | 放送時間（JST）              | 備考 |
| ---------------------------- | ---------------------------- | --- |
| 2007年4月3日 - 2008年3月28日 | 火曜日 - 土曜日 0:10 - 0:50  | |
| 2008年4月1日 - 2009年2月28日 | 火曜日 - 土曜日 0:00 - 0:50  | 新収録。2009年2月28日に終了。 |
| 2007年4月9日 - 2009年3月27日 | 月曜日 - 金曜日 9:20 - 10:00 | 2008年度は前年度放送分の再放送。2009年3月2日 - 2009年3月13日は「特集 にっぽんのうた 世界の歌」のため放送休止。2009年3月27日に終了。 |

2008年4月からは深夜の放送の開始時刻が10分早まって50分間の放送となっていた。ただし午前の放送に関しては従来どおり40分間のままで、2007年度（1年前）の再放送を行った。
備考
- 京都放送局については、2007年10月26日深夜から2008年2月8日深夜までの間、金曜日のみ深夜0時10分 - 1時まで京都放送局制作の番組『オトナチック!ラジオ』に差し替えられていた。なお差し替えられた回については、翌週午前9時20分からの放送にて聞くことが可能であった。
- 関西地方の6県では2008年4月から2009年2月までの間、原則として最終週の3 - 4日間に深夜の放送枠が大阪放送局制作の『大阪発デジタルバザール』に差し替えられたため、聴くことの出来ない回があった。